# Sicyos cordifolius
Sicyos cordifolius är en gurkväxtart som beskrevs av Rodr.-arev., Lira, Dávila. Sicyos cordifolius ingår i släktet hårgurkor, och familjen gurkväxter. Inga underarter finns listade i Catalogue of Life.